# Гуцериев, Хамзат Сафарбекович
Хамзат Сафарбекович Гуцериев (род. 14 октября 1954, Акмолинск) — российский деятель правоохранительных органов, генерал-лейтенант, член Совета Федерации, доктор юридических наук, профессор. Старший брат Михаила Гуцериева.

## Биография
Родился 14 октября 1954 года в Акмолинске.
В 1977 году окончил Грозненский нефтяной институт, в 1991 — Ростовский юридический институт, в 1997 — Академию Управления МВД России, доктор юридических наук, профессор.
С 1979 года — служба в Вооруженный силах СССР; с 1981 — в правоохранительных органах на должности инспектора уголовного розыска Октябрьского района г. Грозный; с 1983 — заместитель начальника, с 1985 — начальник уголовного розыска.
1988—1991 годы — начальник Назрановского РОВД ЧИАССР;
1992—1995 годы — заместитель министра внутренних дел — начальник криминальной милиции МВД Республики Ингушетия;
В 1995 году перешёл на научную работу в Санкт-Петербургский юридический институт; 1998—1999 — заместитель начальника Санкт-Петербургской Академии МВД России;
1999—2002 годы — министр внутренних дел Республики Ингушетия; генерал-лейтенант милиции; 2002—2004 — президент коммерческого банка «БИН», г. Москва.
Представитель в Совете Федерации Федерального Собрания РФ от исполнительного органа государственной власти Агинского Бурятского автономного округа (назначен 4 марта 2004 года, срок окончания полномочий — июнь 2006), член Комитета по экономической политике, предпринимательству и собственности.
2008—2016 годах — председатель совета директоров ПАО «Моспромстрой».

## Выборы главы Ингушетии
В 2002 году Хамзат Гуцериев принимал участие в избирательной кампании президента Республики Ингушетия. Итоги этих выборов вызвали широкий общественный протест в республике; СМИ указывали на многочисленные нарушения и фальсификации в процессе голосования.
Так, Хамзат Гуцериев, являвшийся одним из основных претендентов на пост главы республики, был отстранен от участия в выборах за несколько дней до даты голосования. Верховный суд России 5 апреля 2002 года постановил, что Хамзат Гуцериев не имел права вести предвыборную агитацию с момента начала кампании до своей отставки с поста главы МВД, не уйдя в предвыборный отпуск..
7 апреля 2002 года состоялся первый тур выборов президента Ингушетии. Хамзат Гуцериев был снят с них 6 апреля. С иском против экс-кандидата выступил избиратель журналист Алихан Гулиев. Чуть более года спустя (18 июля 2003 года) Алихан Гулиев был убит в Москве в доме 21 по Стартовой улице двумя выстрелами из пистолета Макарова.
Первый тур выборов с большим отрывом выиграл Алихан Амирханов, набрав 33 % голосов (за него, в частности, голосовали многие сторонники Хамзата Гуцериева). За Зязикова было отдано 19 % голосов избирателей. По словам экс-президента Ингушетии Руслана Аушева, после итогов первого тура выборов поддерживающие Зязикова политические силы стали оказывать значительное давление на его конкурентов.
Во время второго тура выборов СМИ сообщали о массовом вбросе бюллетеней, о блокировании ОМОНом избирательных участков и выдаче на участках бюллетеней с заранее проставленной галочкой напротив фамилии кандидата Зязикова. Кроме того, резко увеличилось количество зарегистрированных избирателей — со 120 тыс. человек в первом туре до 146 тыс. во втором. Издание «Коммерсантъ-Власть» писало: «К урнам беспрепятственно допускались лишь те избиратели, у которых в паспортах имелась голографическая наклейка, означающая, что её обладатель является сторонником генерала Зязикова». По информации издания в ночь голосования система ГАС «Выборы» не принимала результатов, поскольку вброшенных бюллетеней оказалось слишком много. В итоге проигравший первый тур Зязиков во втором туре смог получить необходимое число голосов (53,3 %, против 43,9 % Амирханова).
После избирательной кампании Хамзат Гуцериев подал в отставку с поста министра внутренних дел Республики Ингушетия.

## Награды
Награждён Орденом Мужества, именным оружием и многочисленными ведомственными наградами.